# Актей
Актей (др.-греч. Ἀκταῖος) — персонаж древнегреческой мифологии. Первый царь в Аттике. Был современником Форбанта. Отец Аглавры, тесть Кекропса I. В древности Аттика называлась Актой и Актикой. В микенских текстах встречается имя a-ka-ta-jo (предположительно Актей?).
Имя Актей также носил отец Теламона (по версии Ферекида).

## Палеонтология
В честь Актея названо доисторическое членистоногое Actaeus armatus, найденное в сланцах Бёрджесс (около 505 миллионов лет назад, кембрийский период).